# David Slade
David Slade (ur. 26 września 1969 w Wielkiej Brytanii) – brytyjski reżyser filmowy.
Swoją karierę rozpoczął reżyserując teledyski między innymi dla Aphex Twin, Roba Dougana, Tori Amos, Muse, System of a Down czy Stone Temple Pilots. Pierwszym filmem jaki wyreżyserował była Pułapka z 2005.

## Reżyser
Filmy fabularne
- 2005: Pułapka
- 2007: 30 dni mroku
- 2010: Saga „Zmierzch”: Zaćmienie
- 2010: Nigdziebądź

Krótkie filmy
- 1994: I Smell Quality
- 2004: Do Geese See God?
- 2008: MEATDOG: What’s Fer Dinner